# Go-Ičidžó

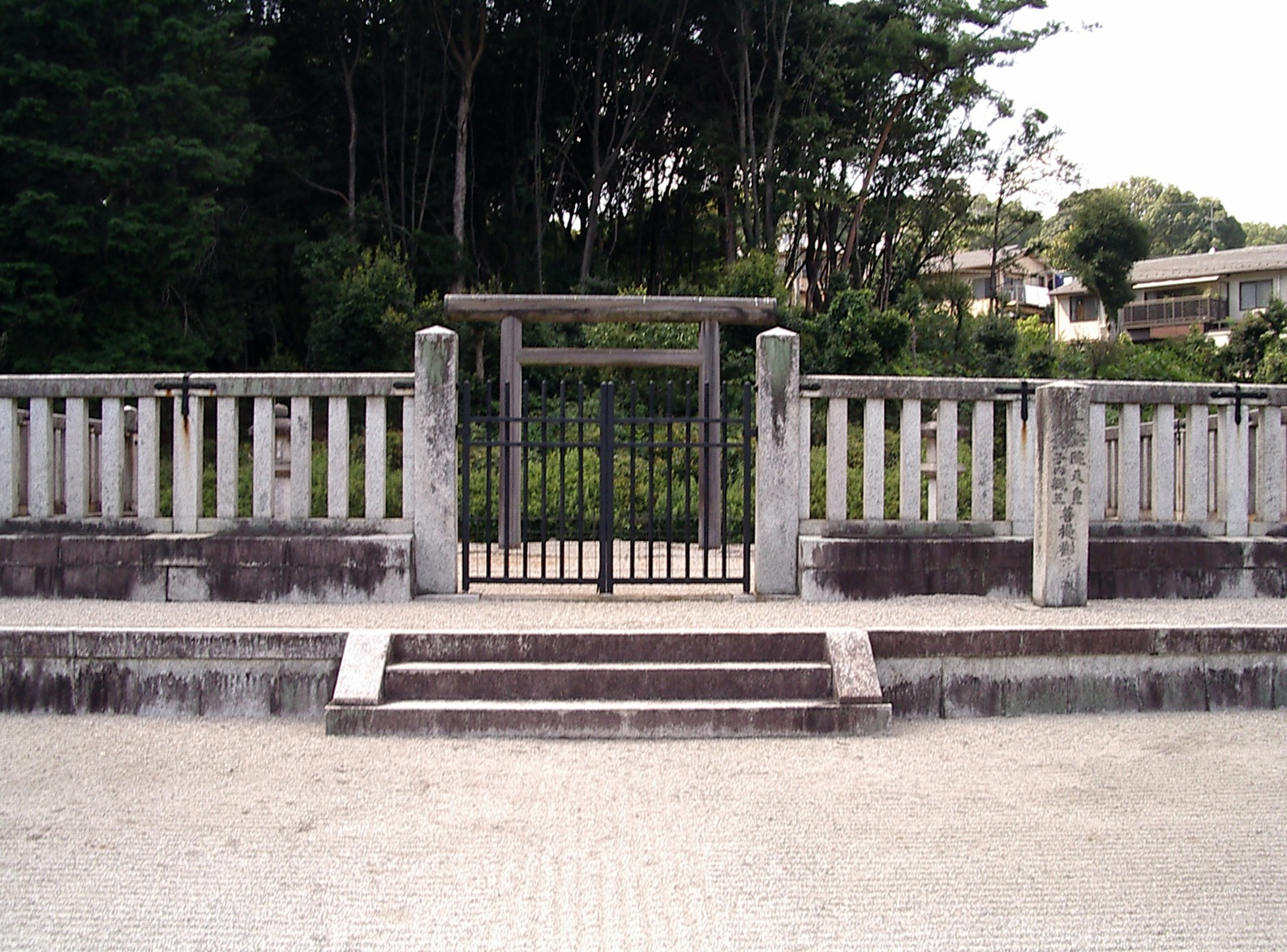
Hrobka císaře Go-Ičidžóa a jedné z jeho dcer v Kjótu

Go-Ičidžó (japonsky 後一条天皇, Go-Ičidžó -tennó), 12. října 1008─15. května 1036 byl šedesátý osmý císař Japonska v souladu s tradičním pořadím posloupnosti. Vládl od 10. března 1016 do své smrti 15. května 1036.
Tento panovník z 11. století byl pojmenován po svém otci, císaři Ičidžóovi. Výraz go- (後) se doslovně překládá jako „pozdější“. Go-Ičidžó tedy může být označován jako „pozdější císař Ičidžó“. Jelikož se japonské go v některých starších pramenech rovněž překládalo ve významu „ten druhý“, mohl by tento císař být také označován jako Ičidžó druhý či Ičidžó II.
Princ, jehož osobní jméno (imina) před nástupem na Chryzantémový trůn znělo Acuhira (敦成親王) či Acunari, byl druhorozeným synem 66. císaře Ičidžóa a jeho manželky císařovny Šóši/Akiko Fudžiwary (988─1074).

## Události za Go-Ičidžóova života
V roce 1012 byl princ Acuhira/Acunari v pouhých 4 letech oženěn s dcerou regenta Mičinagy Fudžiwary Iši (藤原威子, 999–1036).
Princ Acuhira/Acunari se stal 10. března 1016 ve svých 8 letech císařem po abdikaci svého bratrance císaře Sandžóa. Císař Sandžó odstoupil z Chryzantémového trůnu po 5 letech panování. Nástupnictví (senso) přešlo na jeho bratrance z prvního kolena. Krátce nato prý usedl budoucí císař Go-Ičidžó na japonský trůn. Za svého dětství byl v císařské dvorní politice využíván jako pěšák. 
Během prvních let Go-Ičidžóova panování ovládal Japonsko z pozice regenta Mičinaga Fudžiwara.
Dne 5. června 1017 zemřel ve věku 41 let bývalý císař Sandžó. V témže roce byl jeho nejstarší syn Acuakira (敦明親王, 994–1051) jmenován korunním princem, avšak poté, co jej postihla kožní choroba, a po intenzivním tlaku Mičinagy Fudžiwary se tohoto titulu vzdal a korunním princem byl jmenován jeho mladší bratr princ Acunaga.
V roce 1017 uspořádal Mičinaga Fudžiwara pouť do svatyně Iwašimizu Hačimangú ve městě Jawata zasvěcenou Hačimanovi, při níž jej doprovázelo mnoho dvořanů. Na plavbu po řece Jotogawa nastoupili poutníci do 15 lodí. Cestou se jedna z lodí převrátila a ve vlnách utonulo přes 30 lidí. Mičinaga Fudžiwara byl téhož roku povýšen do úřadu  kancléře (Daidžó-Diadžin).
Dne 15. května 1036 zemřel císař Go-Ičidžó ve 20. roce svého panování. Bylo mu 27 let.
Místo, kde byl císař Go-Ičidžó pohřben, je známo. Císař je proto tradičně uctíván v pamětní šintoistické svatyni  (misasagi) v Kjótu. Úřad pro záležitosti japonského císařského dvora stanovil toto místo jako mauzoleum císaře Go-Ičidžóa, takže nese formální jméno Bodaidžuin no misasagi.

## Rodina
Císařský princ Acuhira/Acunari neboli císař Go-Ičidžó měl 1 manželku, s níž zplodil 2 dcery.